# Sufozja
Sufozja (ang. piping, soil piping, tunnel erosion) – proces geologiczny, geomorfologiczny i hydrodynamiczny polegający na mechanicznym ewentualnie chemicznym wypłukiwaniu cząstek gleby (minerałów) lub skał przez wodę opadową oraz podziemną, która infiltruje poprzez glebę lub skałę.
Pojęcie sufozji jest niejednoznaczne, często nazywane jest także erozją podpowierzchniową.
Obecnie można  wyróżnić dwa główne podejścia:
- sufozja jako proces tylko mechaniczny oraz sufozja jako proces mechaniczny i chemiczny;
- sufozja  (ang. piping)  w  rozumieniu  geologii  inżynierskiej  (ang. seepage  erosion, sap-ping) i sufozja w rozumieniu geomorfologicznym (erozja tunelowa)[1] .

Rodzaje sufozji:
- mechaniczna – tworzą się podziemne szczeliny, kanały (korytarze), po ich zapadnięciu zapadliska sufozyjne lub studnie sufozyjne;
- chemiczna – rozmywanie chemiczne polegające na rozpuszczaniu węglanów, głównie wapnia – następuje ubytek materiału i osiadanie gruntu. Chemiczna działalność wód podziemnych ma już przyjęty aparat pojęciowy (m.in. rozpuszczanie, ługowanie) i nie należy mnożyć terminów określających te same procesy; zwłaszcza, że autorzy wydzielający sufozję mechaniczną i chemiczną sami odwołują się do stwierdzenia, iż sufozję chemiczną można utożsamiać z ługowaniem[1] .

Sufozja występuje niemal na całym świecie, w różnych strefach klimatycznych .
Wypłukiwanie cząstek gleby lub drobnego materiału skalnego, prowadzi do powstawania kanałów, tuneli, szczelin itp. Materiał jest transportowany wraz z wodą w postaci zawiesiny poprzez kanały, tunele. Znaczne wypłukiwanie materiału prowadzi do zapadania się powierzchni terenu. Długotrwałe działanie sufozji i innych procesów erozyjnych może prowadzić do powstania wąwozów, dolin, jak również innych formy ukształtowania terenu (m.in. niecek, zagłębień, zapadlisk), czasami też form nazywanych pseudokrasowymi, takich jak jaskinie i leje czy studnie. W niektórych strefach klimatycznych przy wytępieniu zjawisk ekstremalnych, sufozja może przyczyniać się do powstawania osuwisk, jak to miało miejsce po intensywnych opadach monsunowych w Indiach w prowincji Kerala w 2019 r.